# Euceratocerus
Euceratocerus is een geslacht van kevers uit de familie van de klopkevers (Anobiidae).

## Soorten
- Euceratocerus gibbifrons White, 1960
- Euceratocerus hornii LeConte, 1861
- Euceratocerus parvus White, 1974